# Fat Worm Blows a Sparky
Fat Worm Blows a Sparky es un videojuego de acción y laberintos creado por Julian Todd en los cinco meses previos a su ingreso en la Universidad. El videojuego fue publicado por Durell Software en 1986 para el ZX Spectrum.

## Desarrollo
El jugador controla a Fat Worm, un gusano microscópico que es perseguido por el interior de la circuitería de un Sinclair Spectrum. Con una vista desde el plano cenital, Fat Worm empleaba gráficos vectoriales en el ZX Spectrum.

## Críticas
La revista CRASH puntuó Fat Worm con un 95%. Los comentaristas quedaron impresionados con los gráficos en 3D y el modo de control del protagonista. Del mismo modo, en Your Sinclair, también impresionados, le otorgaron un 9 sobre 10 posibles puntos. Posteriormente, el mismo Julian Todd criticó la jugabilidad del programa.